# 保罗·罗 (游泳运动员)
保罗·罗（英語：Paul Rowe，？—），新西兰、澳大利亚男子游泳运动员。他曾代表新西兰、澳大利亚参加1978年和1982年英联邦运动会游泳比赛，获得男子4×200米自由泳接力金牌和男子200米蝶泳银牌。